# کومالاک (باشقیرستان)
کومالاک (انگلیسی: Kumalak, Republic of Bashkortostan) یک شهرک در شهرستان یانائولسکی استان باشقیرستان کشور روسیه است.